# Bestia (film 1917)
Bestia – niemy, polski film fabularny z 1917 roku. Znany też pod tytułem Kochanka apasza, a od 1921 dostępny też w USA jako The Polish Dancer.

## Fabuła
Pola Basznikow, dość sprytna i urodziwa nastolatka, mieszka z rodzicami. Lubi spędzać czas z przyjaciółmi do późna, ku zdenerwowaniu rodziców. Pewnej nocy dochodzi do bójki z jej ojcem, wskutek czego Pola ucieka z domu. Jej narzeczony, Dymitr, pomaga jej przenocować w hotelu. Pola upija go, okrada ze wszystkich pieniędzy i opuszcza go, zostawiając kartkę, że odda mu pieniądze. Pola zaczyna pracować jako modelka w studio, potem jako tancerka w kabarecie. Jeden z jej opiekunów, Aleksy, mimo że ma już żonę i dzieci, zakochuje się w niej. Wkrótce opuszcza rodzinę i idzie z Polą do Cafe de Paris. Tam jej dawny chłopak Dymitr czeka na nich, lecz nie poznaje Poli. Pola oddaje mu wszystkie pieniądze, opuszcza go, zostawiając list w jego pokoju. Kiedy Dymitr znajduje pieniądze i list, planuje zemstę na Poli. Tymczasem żona Aleksego, Sonia, bierze z nim rozwód, wyjeżdża do matki i wkrótce umiera. Pola dowiaduje się, że Aleksy jest żonaty i opuszcza go, nie zdając sobie sprawy, że on opuścił rodzinę dla niej. Niebawem mściwy Dymitr zabija Polę. Aleksy próbuje pogodzić się z żoną, dowiaduje się jednak o jej śmierci.

## Obsada
- Pola Negri jako Pola Basznikow
- Maria Dulęba jako Sonia
- Witold Kuncewicz jako Aleksy
- Jan Pawłowski jako Dymitr
- Lya Mara

## Status
Jest to jeden z dwóch, obok fragmentu Arabelli, zachowanych filmów polskiej produkcji z Polą Negri. Od 2011 jest dostępny na DVD.